# Happy99

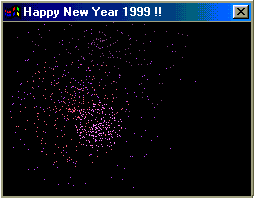
Il worm in azione mostra dei fuochi d'artificio animati.

Happy99 (chiamato anche Ska o I-Worm) è un worm per Windows. Ha fatto la sua prima apparizione a metà gennaio 1999, diffondendosi attraverso email e usenet. Il worm si installa e si esegue sullo schermo della macchina di una vittima, senza che se ne accorga. È generalmente considerato il primo virus a propagarsi per email, ed è servito come modello per la creazione di altri virus auto-propaganti. Happy99 si è diffuso in più continenti, includendo Nord America, Europa e Asia.

## Significato
Happy99 è stato descritto da Paul Oldfield come "il primo virus a propagarsi per email". Nel "Computer Security Handbook", questo worm è "il primo worm moderno". Il worm è servito come modello per la creazione di ExploreZip, un altro virus auto-propagante.

## Diffusione
Happy99 è apparso per la prima volta il 20 gennaio 1999. I rapporti dei media del worm hanno cominciato a venire dagli Stati Uniti e dall'Europa, oltre a numerose denunce sui newsgroup di utenti che si erano infettati con il worm. Asia Pulse ha segnalato 74 casi della diffusione del worm in Giappone a febbraio e 181 a marzo. Il 3 marzo 1999, una compagnia di lavoro a Tokyo ha accidentalmente spedito 4000 copie del worm a 30 università in Giappone.
Dan Schrader, della Trend Micro, ha detto che Happy99 è stato il virus più comunemente riportato nel mese di Marzo.

## Dettagli tecnici
Chiamato anche "Ska", il worm si diffonde attraverso allegati email e usenet. Quando eseguito, fuochi d'artificio animati e un messaggio "Buon Anno" vengono mostrati. Il worm modifica Winsock in modo da permettere di autodiffondersi. Poi si allega automaticamente a tutti i successivi messaggi di posta elettronica e post di newsgroup inviati da un utente. Il worm modifica una chiave di registro per avviarsi automaticamente quando il computer viene riavviato. In alcuni casi, il programma può provocare la comparsa di diversi messaggi di errore.
Il worm è stato scritto da uno scrittore di virus francese conosciuto come "Spanska" ("Spagnolo" in svedese). Oltre a propagarsi, il worm non fa altri danni a un computer infetto. Il worm utilizza la porta 25 per diffondersi, ma quando non è disponibile, usa la porta 119. L'eseguibile del worm è di 9.8 kilobyte (10000 byte per l'esattezza) di dimensione, un elenco di newsgroup vittime di spam e i loro indirizzi di posta elettronica vengono memorizzati sul disco rigido infetto. Il worm si diffonde solo se la libreria Winsock non è impostata in sola lettura.